# Dialogue ouvert
Dialogue ouvert (Åpne samtaler en suédois, Avoimen dialogin hoitomalli en finnois et Open Dialogue en anglais) est une approche psychothérapeutique en santé mentale qui trouve son origine dans l'hôpital de Keropoudas, dans la région de Laponie de l'Ouest en Finlande, dans laquelle elle est transmise au sein des équipes hospitalières depuis 1984. Dialogue Ouvert est également une approche philosophique et organisationnelle qui est devenu le modèle des services psychiatriques de la région.
Elle s'inspire des principes dialogiques de Mikhaïl Bakhtine et de la vision en réseau des comportements humains originaire de Gregory Bateson et de l'École de Palo Alto, afin d'élaborer une prise en charge de la crise psychotique.
Cette approche repose sur une philosophie du travail en équipe, un partage démocratique des compétences parmi l'ensemble des professionnels soignants, incluant psychiatres, psychologues, infirmiers et travailleurs sociaux, un modèle de la gestion de la crise centré sur le patient et ne recourant pas systématiquement à l'hospitalisation ni aux médicaments antipsychotiques, une attention portée aux émotions vécues par la personne en crise plutôt qu'à ses symptômes, ainsi qu'une démarche consistant à intégrer le patient dans une communauté (voir psychiatrie communautaire).
Le modèle de soins en dialogue ouvert figure dans les nouvelles recommandations de l'Organisation mondiale de la santé (OMS), qui ont pour objectif de favoriser l'orientation vers la rétablissement et le respect des droits humains dans les services de santé mentale.

## Philosophie
Les principes centraux sont ceux de polyphonie des voix et de tolérance à l'incertitude. Les théories fondatrices sont celle de Colwyn Trevarthen, pour qui le jeune enfant est immergé dès sa naissance dans une relation dialogique avec son environnement humain, et celle de Mikhaïl Bakhtine, pour qui le contenu d'un dialogue n'émerge d'aucune des deux parties impliquées, mais de l'espace interpersonnel entre celles-ci. 
La thérapie a été conçue comme un héritage de la thérapie systémique issue de Gregory Bateson, en intégrant l'approche de la thérapie familiale issue d'une équipe milanaise : ces deux approches se basent sur la théorie d'une réponse adaptative, dans le discours et le comportement psychotique, au phénomène de la double contrainte.

### Tout énoncé appelle une réponse
Selon Bakhtine (1975), « pour le mot (et par conséquent pour un être humain) il n'y a rien de plus terrible que l'absence de réponse »  Le respect du principe dialogique implique que tout énoncé appelle une réponse pour avoir un sens, par conséquent les membres de l'équipe s'efforcent de répondre à ce qui est dit. Répondre ne signifie pas donner une explication ou une interprétation, mais plutôt, en démontrant dans sa réponse qu'on a remarqué ce qui a été dit et, lorsque c'était possible, on a ouvert un nouveau point de vue sur ce qui a été dit.

### Critique des échanges verbaux «monologiques»
L'échange verbal entre un patient et un médecin au sujet d'une crise cardiaque est un exemple de discours monologique interpersonnel.  Le médecin est guidé dans ses questions au patient par un ensemble de symptômes et des instructions pour confirmer le diagnostic. Les réponses du patient au médecin sont sous le contrôle de ce discours monologique. Dans les situations de traumatisme (voir décompensation), le discours tend vers le monologue entre les membres d'un réseau affecté par une telle situation extrême. La conversation persiste principalement dans le domaine monologique, qui dans de telles situations est mal adapté parce qu' aucune nouvelle idée ne peut émerger. Pour sortir de cette situation, les membres du réseau doivent passer au dialogue, mais le dialogue par nature est imprévisible et donc particulièrement menaçant pour les personnes qui sont aux prises avec une situation de trauma.

## Déroulement
Le modèle du Dialogue ouvert repose sur l'idée que les troubles psychiques sont davantage des réactions normales des individus face à des situations de vie difficiles que des symptômes de maladies. Ces réactions ne prennent la forme d’un problème ou d’un symptôme que dans un contexte particulier, ce qui signifie qu’elles ne peuvent être attribuées uniquement aux caractéristiques de l’individu. Puisque ces difficultés sont considérées comme des problèmes interactionnels, le modèle ne préconise pas de centrer le traitement uniquement sur une seule personne, mais plutôt sur l’ensemble des réseaux sociaux concernés par la situation difficile. L’objectif du modèle de soin est de construire une compréhension partagée de la situation problématique et de soutenir l’autonomie ainsi que les ressources du patient et de son entourage proche à travers des processus communs d’interprétation et de prise de décision,. Les soins fondés sur le dialogue et les réseaux se distinguent ainsi de l’approche traditionnelle, qui met l’accent sur les symptômes et l’individu, et qui est principalement guidée par des experts.
Dans les années 1980 et 1990, dans le cadre des projets de développement régional de la région de l'hôpital de Länsi-Pohja, en Finlande, des recherches rétrospectives ont été menées sur les processus de soins psychiatriques. Les recherches ont montré que dans un processus de soins réussi, sept éléments étaient présents, et qu'ils étaient associés à un meilleur pronostic. Ces sept éléments sont devenus par la suite les sept principes du modèle de traitement du dialogue ouvert. Ces principes décrivent à la fois la manière d'interagir avec une personne en difficulté et les façons d'organiser le système de services pour favoriser une telle interaction. Cela ne signifie pas que les méthodes de traitement déjà existantes soient exclues, une fois qu'une compréhension partagée de la situation a été obtenue. Dans le modèle de soins, chaque principe est jugé essentiel et d'une importance égale pour une interaction dialogique réussie. Dans la région de l'hôpital de Länsi-Pohja, ces principes ont été appliqués à tous les soins de santé mentale, quel que soit le diagnostic, lors de la mise en œuvre du modèle.
Les principes sur lesquels se base l'approche du Dialogue ouvert sont les suivants :
1. Fournir une aide immédiate avec la mise en place d'un premier entretien, à laquelle la personne en crise psychotique participe, dans les 24 premières heures[13]. On estime qu'une réponse immédiate permet d'identifier les facteurs à l'origine de la crise. Dans ce modèle, la crise est considérée comme une opportunité de transformation. Pour assurer cela, le modèle nécessite une disponibilité 24 heures sur 24, accessible à toute personne sans besoin de lettre de recommandation. Chaque appel doit être pris en charge, et personne ne doit être redirigé vers un autre service. Si des expertises supplémentaires sont requises, les autorités d'autres services peuvent être conviées à participer aux réunions du réseau à toutes les étapes du traitement[12].
2. Adopter une perspective de réseau social, avec l'adhésion de membres-clé de l'entourage de la personne en question, famille, amis, voisins, employeurs ou assistants bénévoles conviés aux premiers entretiens[13]. Le modèle de soins repose sur l'idée que les problèmes de santé mentale se manifestent avant tout dans l'interaction entre les individus. C'est pourquoi l'importance d'un dialogue égalitaire est mise en avant dans le traitement, un dialogue auquel participent non seulement le patient et le personnel soignant, mais aussi toutes les personnes jugées importantes pour résoudre la situation. L'inclusion du réseau social dans le processus de soins est considérée comme essentielle dans ce modèle, car une crise peut facilement se reproduire si la personne n'a pas de contacts sociaux ou de relations significatives à la fin du traitement[12]. L’objectif principal du modèle de soins est de créer une compréhension commune de la situation entre toutes les parties impliquées. L'inclusion de divers responsables dans le réseau vise à améliorer la circulation de l'information, à partager les ressources et à diminuer la quantité de travail redondant[14].
3. Faire preuve de flexibilité et de mobilité, étant donné qu'aucun programme de soin fixe n'est prévu alors que la personne demeure en état de crise. Les réunions, de manière typique, se déroulent chez la personne en question et chaque jour durant le temps de la crise[13]. L'objectif est d'intégrer les soins rapidement dans la vie réelle du patient afin d'intervenir plus efficacement sur les facteurs de stress et les éléments qui nourrissent le mal-être psychologique. Les soins sont adaptés de manière flexible en fonction de chaque situation et des besoins des personnes impliquées. L'idée est de combiner de manière complémentaire les méthodes de soins existantes, plutôt que de les considérer comme concurrentes[12].
4. Faire preuve de responsabilité, étant donné que l'équipe soignante contactée est responsable de l'organisation du premier entretien ainsi que par la suite de l'ensemble des procédures de soin ainsi que de l'hospitalisation si besoin est[13]. Les décisions de traitement sont prises de manière collégiale, sans transférer la responsabilité d'une partie à l'autre. Bien que le médecin reste responsable du processus de soins, le modèle vise à partager la prise de décision et la responsabilité de manière équitable entre toutes les personnes impliquées, y compris les réseaux sociaux. En vertu de ce principe, c'est le thérapeute contacté en premier qui est chargé d'organiser la première réunion du réseau. Par la suite, les thérapeutes présents à cette réunion, quel que soit leur domaine d'expertise, assument la responsabilité de maintenir le contact avec le patient et de garantir l'interaction dialogique. Le modèle considère que la mise en œuvre de cette responsabilité nécessite une formation suffisante en psychothérapie ou dans un domaine équivalent pour tous les employés, indépendamment de leur formation professionnelle[12].
5. Respecter la continuité psychologique, étant donné que l'équipe responsable de la prise en charge initiale est responsable du traitement aussi longtemps que dure ce dernier. Une approche intégrative est adoptée, avec si besoin des thérapies individuelles ou une réhabilitation. Les membres du réseau social de la personne continuent à participer aux entretiens, et les décisions au sujet du traitement sont prises avec la famille dans des entretiens familiaux[13]. L'équipe de soins assume la responsabilité de l'ensemble du processus, tant pendant l'hospitalisation que pendant les soins ambulatoires. Il est jugé important que les mêmes personnes restent impliquées dans le traitement, au-delà des frontières organisationnelles, afin de préserver la compréhension partagée et la confiance établies dans le dialogue ouvert, évitant ainsi de devoir recommencer le processus de soins. Pour garantir cela, l'équipe de soins doit être suffisamment grande dès le départ et les soins sont principalement dispensés en binômes.
6. Tolérer l'incertitude, c'est-à-dire éviter des conclusions ou des prises de décisions prématurées quant au traitement. La prise de neuroleptiques est décidée plusieurs sessions avant mise en pratique[13]. Il est essentiel, pour favoriser l’interaction dialogique, la diversité des points de vue et la compréhension partagée, que les préjugés et idées préconçues ne dominent pas excessivement l’interprétation des professionnels, afin de ne pas influencer le contenu des échanges au début de la crise. Ainsi, des définitions diagnostiques et des décisions thérapeutiques trop hâtives sont évitées, et une aide immédiate est apportée en fonction des besoins évalués collectivement. Adopter une position de "non-savoir" et accepter l’incertitude qui en découle nécessite que toutes les parties se sentent suffisamment en sécurité pendant la phase aiguë de la crise. Pour cela, des rencontres régulières sont organisées tout au long de la crise. Une fois qu'une compréhension partagée de la situation est atteinte, toutes les méthodes de traitement existantes peuvent être utilisées et adaptées en fonction de cette compréhension. Cette approche permet de réduire, par exemple, le recours aux médicaments antipsychotiques et de prévenir la prolongation du processus de soins[12].
7. Promouvoir le dialogue, en invitant les membres du réseau social de la personne à trouver de nouveaux modes de compréhension et de communication entre les participants[13]. L'objectif principal du modèle du Dialogue ouvert est d'instaurer un dialogue égalitaire. Afin d'augmenter la transparence et l'autonomie des personnes impliquées, toutes les perspectives et décisions concernant le traitement ou la situation doivent être discutées ouvertement entre toutes les parties concernées. De plus, le modèle cherche à impliquer le patient et ses proches dans le processus de prise de décision commune, les incitant ainsi, avec l'équipe soignante, à prendre collectivement la responsabilité de l'avancement du processus, ce qui permet au traitement de se transférer plus efficacement dans l'environnement réel du patient[10]. Il a été constaté que le fait de rencontrer les individus de manière égale et respectueuse peut aider à résoudre la situation, car cela permet aux parties concernées de mieux se comprendre et de saisir pleinement les enjeux[8]. De plus, cette compréhension peut être utilisée pour résoudre les situations difficiles et appliquer différentes pratiques de soins conformément aux principes d'un traitement adapté aux besoins[15].

### Organisation de l'approche
Dans l'approche Dialogue ouvert, lorsqu'une personne ou une famille en détresse demande de l'aide au système de santé mentale, une équipe médicale est mobilisée pour rencontrer la famille et les membres concernés du réseau de la famille le plus rapidement possible dans les 24 heures, habituellement dans un endroit familier choisi par la famille. L'équipe demeure affectée tout au long du processus de traitement, qu'il dure des mois ou des années.
Aucune conversation ou décision concernant le cas n'est menée en dehors de la présence du réseau. L'évaluation du problème actuel, la planification du traitement et les décisions sont toutes prises dans le cadre d'entretiens ouverts qui incluent le patient, ses relations sociales et toutes les personnes compétentes. Des services spécifiques (par exemple, psychothérapie individuelle, réadaptation professionnelle, psychopharmacologie, etc.) peuvent être intégrés au traitement au fil du temps, mais le cœur du processus de traitement est la conversation continue dans les entretiens de traitement entre les membres de l'équipe et du réseau.

### Pendant les sessions
Les entretiens sont organisés avec le moins de planification possible. Lorsque tout le monde se trouve assis ensemble dans la même pièce, au début, les assistants professionnels partagent l'information qu'ils peuvent avoir sur le problème. L'organisateur pose ensuite une question ouverte en demandant qui aimerait parler et ce qui serait le mieux pour en parler. La forme des questions n'est pas prévue à l'avance ; par une écoute attentive de chaque intervenant, l'organisateur formule chaque question à la suite de la réponse précédente (par exemple en répétant mot pour mot la réponse avant de poser la question ou en incorporant dans le libellé de la question suivante le type de langage de la réponse précédente). Il est d'une importance capitale que le processus se poursuive lentement afin de prendre en compte le rythme et le style du discours de chaque participant et d'assurer que chaque personne dispose d'un espace dans lequel celui-ci est invité et soutenu afin d'avoir son mot à dire. Le plus grand nombre possible de voix est incorporé dans la discussion des thèmes au fur et à mesure de leur émergence. Les professionnels peuvent proposer une conversation réflexive avec l'équipe quand ils le jugent adéquat, au cours de laquelle les membres du réseau sont invités à commenter ce qu'ils ont entendu. Lorsque l'organisateur propose de conclure les participants sont encouragés à dire s'il y a quelque chose qu'ils veulent ajouter. Chaque entretien se termine par un résumé de ce qui a été discuté et des décisions qui ont été ou devraient être prises par le ou les organisateurs.
Dans leur détresse aiguë, les membres du réseau semblent souvent bloqués dans des façons rigides et restreintes de comprendre et de communiquer les problèmes qui les concernent. Lors des entretiens de traitement, les membres de l'équipe sollicitent la contribution de chaque membre du réseau, en particulier celle du patient psychotique. On écoute attentivement les propos de chacun et on y répond avec respect, d'une manière transparente et authentique. Les membres de l'équipe soutiennent l'expression des émotions.
Les conversations de membres de l'équipe entre eux en présence de membres du réseau servent à élargir les perspectives des membres du réseau pour donner sens à leurs expériences.

## Formation
En Finlande, le dialogue ouvert ne s'est pas constitué en une méthode thérapeutique distincte. Cela s'explique en partie par les points de vue des personnes impliquées dans le développement du modèle, qui considèrent que la rencontre dialogique est une composante fondamentale de l'existence humaine. De ce fait, elle ne peut être transformée en une méthode ou pratique de soin standardisée ou brevetée. Il a été plutôt proposé que l'interaction entre le système de services et la personne en détresse repose essentiellement sur une communication dialogique, perçue dans ce modèle comme ayant en elle-même une valeur thérapeutique. Actuellement, en Finlande, les pratiques de soin dialogiques et soins axées sur les relations sont partiellement intégrées aux formations universitaires en thérapie de couple et de famille, permettant d'obtenir le titre professionnel de psychothérapeute. Dans le cadre de la mise en œuvre initiale du modèle, plus de 80 % du personnel soignant des services de santé mentale de la région de Länsi-Pohja ont suivi une formation en psychothérapie familiale ou individuelle, leur conférant le droit d’utiliser le titre professionnel de psychothérapeute. Cette formation, réalisée en parallèle de leurs fonctions habituelles, avait pour objectif d’uniformiser les pratiques selon des principes psychothérapeutiques partagés. La mise en œuvre du modèle de soin initial dans la région de Länsi-Pohja s'est appuyée sur des projets régionaux de développement et de recherche visant à allouer et organiser les ressources de manière optimale pour garantir le succès des soins. Il a été suggéré que les résultats de traitement prometteurs obtenus avec le modèle reflètent en partie ce travail de développement et de recherche, plutôt que l'efficacité d'une méthode ou d'une pratique précisément définie.
Contrairement à Länsi-Pohja, le modèle de soins en dialogue ouvert a commencé à être enseigné en dehors de la Finlande en tant que programme de formation indépendant, et par exemple, aux États-Unis, plusieurs organisations de formation privées ont commencé à se développer autour de ce modèle de soins,. Il reste cependant incertain quel rôle la formation, l'organisation des services ou un changement plus large de mentalité ont joué dans la mise en œuvre et l'efficacité de la pratique de soin. Des études ethnographiques visant à clarifier cette question ont été lancées ces dernières années dans plusieurs pays.

## Evaluation
Une étude de 2006 publiée par Jaakko Seikkula et al., consistant en un suivi pour une durée de cinq ans de personnes atteintes d'un premier épisode de psychose non-affective en Laponie de l'Ouest, a permis de réaliser une comparaison entre un groupe de 33 personnes, avant le traitement par l'approche Dialogue ouvert, et un autre de 42 personnes, pendant le traitement par la même approche. La réduction de la période psychotique sans traitement, ainsi que des jours d'hospitalisation et des réunions familiales a été observée dans le second groupe.
Résultats pour une série d'études :
- L'étude de suivi sur cinq ans de 2006 montre que 83 % des patients ont retrouvé un travail ou repris leurs études, ou étaient en recherche de travail, ne percevant ainsi aucune aide au handicap du gouvernement. Selon la même étude, 77 % n'avaient plus de symptômes psychotiques résiduels[25]

- Les patients ayant bénéficié de l'approche Dialogue ouvert sont hospitalisés moins fréquemment, et trois pour cent d'entre eux avaient besoin de neuroleptiques, en contraste avec les 100 % du groupe contrôle[25]
- Après le suivi de deux ans, 82 pour cent n'avaient plus, ou seulement de légers et non visibles, signes de psychose, comparés à 50 % dans le groupe contrôle[25]
- Les patients en Laponie de l'Ouest ont un meilleur statut professionnel, avec 23 % d'entre eux vivant avec une allocation de handicap en comparaison à 57 % dans le groupe contrôle[25]
- Les rechutes arrivent dans 24 % des cas avec Dialogue ouvert comparé aux 71 % dans le groupe contrôle, selon l'étude de 2003[25]

Ces bons résultats sont peut-être expliqués par la réduction de la durée de psychose non traitée (DPNT) en Laponie de l'Ouest, où le système a mis l'accent sur l'attention immédiate aux troubles aigus avant que ceux-ci ne se changent en conditions chroniques.
L'approche finlandaise ne repose pas sur une unique intervention mais plutôt sur un ensemble de principes et de pratiques. Celle-ci intègre d'autres approches ainsi qu'une prise en charge adaptée au besoin ce qui rend difficiles à isoler les éléments à l'origine de son succès dans la région en question.
Cette conception du soin en santé mentale semble préférablement devoir être évaluée avec la politique publique adoptée en matière de participation des familles et des usagers dans l'optique d'un rétablissement en santé mentale.
Bien que les traitements pilotes depuis les années 1980 aient montré une amélioration de la réintégration sociale et une réduction du besoin en médication. Une revue systématique des publications académiques sur le sujet réalisée en 2018 a conclu que « d'autres recherches sont nécessaires en milieu réel pour comprendre comment et pourquoi [l'Open Dialogue] fonctionne », en soulignant que « la majorité des études étaient fortement biaisées et de faible qualité ».
« Open Dialogue for Psychosis: Organising Mental Health Services to Prioritise Dialogue, Relationship and Meaning » (« Dialogue Ouvert pour la Psychose : Organiser les Services de Santé Mentale pour Prioriser le Dialogue, la Relation et le Sens »), édité par Putman et Martindale a été publié en 2021. Il inclut des chapitres sur des projets de recherche randomisés et contrôlés à long terme actuellement menés au Royaume-Uni, en Italie et au Danemark, visant à établir une base de données probantes pour le dialogue ouvert dans ces services de santé nationaux, financés par des subventions du NIH au Royaume-Uni et du ministère de la Santé en Italie. Au Royaume-Uni, cinq établissements du NHS participent à un programme de formation collectif pour le personnel des cliniques et les travailleurs pairs, avec la participation d'utilisateurs de services. En Italie, huit services de santé mentale régionaux sont impliqués dans cette étude.
Au Danemark, un essai a été mené dans cinq municipalités et, en 2019, Buus et al. ont publié une étude de registre rétrospective, dans laquelle a été comparé la fréquence de recours aux services d'urgence et de médecine générale par les jeunes qui avaient été aidés par les services d'Open Dialogue par rapport à ceux pris en charge par les services de santé habituels au Danemark. Il a été constaté qu'au cours de la première année, les personnes appartenant à cohorte du dialogue ouvert avaient eu initialement plus de contacts avec les services de santé mais moins au cours des années suivantes, concluant que « l'Open Dialogue est associé de manière significative à une certaine réduction des risques d'utilisation des services de soins de santé. Ces résultats mitigés devraient être vérifiés dans le cadre d'une étude randomisée. »

### Dialogue ouvert en tant qu'approche en santé mentale fondée sur les droits de l'homme
L'approche Dialogue Ouvert, en particulier pour ses bons résultats dans la réduction des hospitalisations sans consentement et son caractère non institutionnel et non médicalisant, a été considéré comme en phase avec les discours récents en matière de droits de l'homme en santé mentale, en particulier le Rapport du rapporteur spécial sur le droit qu'a toute personne de jouir du meilleur état de santé physique et mentale possible par Dainius Pūras. Sa perspective fondamentale de réseau facilite une compréhension contextuelle et relationnelle du bien-être mental, tel qu'il est postulé par les approches contemporaines des droits de l'homme. Le Dialogue Ouvert ouvre l'espace à la parole de chacun, au respect mutuel et à l'égalité, à l'autonomie et à la reconnaissance et à la prise en compte des différences de pouvoir.

## Résultats et développement
Le modèle Dialogue Ouvert s'est répandu en Scandinavie ainsi que dans d'autres pays européens, comme la Pologne et l'Italie, ainsi qu'aux États-Unis. Le modèle développé à New York City, qui intègre des pairs-aidants, a inspiré le développement, au Royaume-Uni, du Dialogue ouvert soutenu par les pairs (Peer-supported open dialogue).
D'autres méthodes dialogiques sont en cours d'essai ailleurs (Ulland, Andersen, Larsen, & Seikkula, 2013).

### Implémentation à travers le monde
Le Dialogue Ouvert s'est considérablement étendu depuis ses origines en Laponie occidentale, en Finlande, où il a été développé dans les années 1980. Dans les années 2020, des études académiques rapportent son adoption dans plus de 24 pays, avec des concentrations notables en Europe, en Amérique du Nord et en Asie,. Par exemple, l'approche a été mise en œuvre en Europe dans des pays comme le Danemark, l'Italie, la Norvège et la Grèce, où des équipes multidisciplinaires à Athènes ont su l'adapter malgré des obstacles culturels, tels que les normes professionnelles hiérarchiques,,. Aux États-Unis, des collaborations entre l'Université du Massachusetts et l'Université du Nouveau-Mexique ont joué un rôle pionnier dans l'adaptation du modèle, en intégrant des spécialistes pairs et des approches centrées sur le rétablissement.
Les recherches mettent en évidence les divers contextes d'implémentation à l'échelle mondiale. Au Royaume-Uni, un essai contrôlé randomisé multi-sites a évalué l'efficacité clinique et économique du Dialogue Ouvert au sein du Service national de santé (NHS). Les pays scandinaves, tels que le Danemark et la Norvège, ont inclus des outils de fidélité et de cartographie des réseaux dans leurs systèmes de santé mentale publics,. Pendant ce temps, des régions non européennes comme le Japon et la Chine explorent le modèle à travers des collaborations avec des institutions américaines. L'Australie et les Pays-Bas ont également lancé des programmes de formation, les études néerlandaises mettant l'accent sur les changements organisationnels en faveur des soins centrés sur la personne,. Ces adaptations interculturelles impliquent souvent un équilibre entre les principes fondamentaux — tels que la tolérance à l'incertitude et le dialogue polyphonique — et les besoins systémiques locaux,,. En Allemagne, le Dialogue Ouvert est pratiqué dans divers établissements de soins de santé mentale, bien que sa mise en œuvre complète soit confrontée à des défis en raison de la nature fragmentée du système de soins de santé mentale allemand.
Les pays du Sud et de l'Est de l'Europe ont également adopté le Dialogue Ouvert avec des modèles d'adaptation distincts. Le département de santé mentale de Caltagirone en Italie a intégré le Dialogue Ouvert dans les systèmes de soins informés par les traumatismes. Le projet HOPEnDialogue, une étude internationale coordonnée par l'Institut des Sciences Cognitives et des Technologies du Conseil National de la Recherche en Italie, vise à relier les projets de recherche sur le Dialogue Ouvert dans le monde entier et à évaluer sa mise en œuvre dans différents pays,,. La Lettonie et la Grèce ont mis en œuvre l'approche à travers des projets de recherche-action financés par l'UE, Athènes ayant accueilli un essai de centre de jour,. Le Portugal a lancé des efforts pour mettre en œuvre le Dialogue Ouvert à l'échelle nationale, avec des plans de formation pour les membres clés des équipes et la réalisation d'études pilotes.

#### En France
En France, l'implémentation de l'Open Dialogue est encore à ses débuts, mais des initiatives prometteuses émergent dans différentes régions du pays. À Marseille, une expérimentation significative est en cours au sein de quatre services extrahospitaliers de l'AP-HM et de l'association Just, qui gère le Lieu de répit, une alternative à l'hospitalisation pour les personnes en crise. Cette initiative, nommée Odamars (Open dialogue à Marseille), est soutenue par la Fondation de France et vise à inclure 60 usagers et 60 aidants sur une période de 6 mois. L'objectif est d'accompagner la modélisation de l'approche dans chaque service et entre eux, ainsi que de valider une déclinaison française de la méthode. Cette recherche-action collaborative permettra d'évaluer l'efficacité de l'Open Dialogue dans le contexte français et d'adapter la méthode aux spécificités locales.
Par ailleurs, des efforts de formation et de sensibilisation sont également en cours pour développer l'approche Open Dialogue en France. L'association U_P a organisé en mai 2022 à Paris une conférence avec le Professeur Jaakko Seikkula, l'un des pionniers de l'Open Dialogue. Cette association a également créé un organisme de formation qui propose, en collaboration avec des formateurs finlandais, le premier niveau de formation en Open Dialogue à Paris. Cette formation, ouverte aux professionnels, aux proches et aux personnes concernées, vise à diffuser les principes et les pratiques de l'Open Dialogue dans le système de santé mentale français. Ces initiatives témoignent d'un intérêt croissant pour l'Open Dialogue en France et d'une volonté d'intégrer cette approche dans les pratiques de soins en santé mentale du pays.

### Défis de mise en œuvre
Les défis de mise en œuvre sont bien documentés dans la littérature académique. Ceux-ci incluent des difficultés à relier la théorie à la pratique, à contenir l'incertitude et à abandonner les rôles professionnels traditionnels. Les professionnels de la santé mentale ont souvent du mal à adopter une position de non-expert et à maintenir une posture de "non-savoir", ce qui peut entraîner une participation réduite et des interrogations sur le modèle. Un projet de recherche-action en Grèce a révélé des difficultés à aligner les principes théoriques avec la pratique, notamment pour maintenir les processus dialogiques sous contrainte de temps et face à la résistance institutionnelle. En outre, le caractère exigeant en ressources du Dialogue Ouvert, notamment en raison de la formation spécialisée requise et de la nécessité de restructurations organisationnelles, constitue un obstacle à son adoption à grande échelle. Des adaptations culturelles sont nécessaires, car l'approche peut ne pas s'aligner avec toutes les dynamiques familiales ou les attentes sociétales, en particulier dans les contextes où il existe une forte croyance en l'autorité professionnelle.

### Dialogue ouvert en 2020
En 2019, la revue officielle World Psychiatry de l'Association mondiale de psychiatrie a proposé que, face à l'étiologie inconnue des troubles mentaux graves, aux mauvais pronostics à long terme et aux défis liés au développement des traitements, la psychiatrie devrait s'éloigner des stratégies méchaniques de traitement et de recherche. Elle devrait s’orienter vers des approches basées sur des études réalisées dans des contextes réels, qui prennent davantage en compte la complexité des interactions entre les dimensions psychiques, sociales et physiques, ainsi que leur lien avec les événements de la vie quotidienne. D'après les auteurs, les approches fondées sur l'Open Dialogue peuvent être vues comme un exemple de pratique visant à développer le système de services de manière ascendante, en prenant en compte les besoins et les ressources locales. Actuellement, ces pratiques et leur efficacité sont au centre de recherches menées aux Pays-Bas. Le développement du modèle Dialogue ouvert et du système de services qui en découle a été reconnu comme étant en accord avec la proposition des Nations Unies, selon laquelle le développement des soins en santé mentale devrait, en plus des indicateurs d'efficacité traditionnels, se fonder davantage sur le respect des droits humains, tels que la liberté d'expression, la prise en compte des expériences personnelles et le droit à l'autodétermination. Tant à Länsi-Pohja,, district hospitalier de Laponie occidentale, qu'ailleurs,, la pratique des soins adaptés aux besoins et de l'Open Dialogue a été associée à une satisfaction accrue des patients et à un sentiment de compréhension. Cependant, le processus mis en place par le Dialogue ouvert a parfois été perçus comme émotionnellement intense. Des recherches supplémentaires sont nécessaires pour examiner d'autres effets indésirables potentiels de cette pratique.
Les preuves issues d'études contrôlées et randomisées concernant l’efficacité du modèle de soins en dialogue ouvert demeurent limitées. Afin d’assurer la reproductibilité du modèle et de ses résultats thérapeutiques, des critères plus détaillés ont été établis pour définir son contenu. Sur cette base, plusieurs études internationales évaluant l’efficacité du dialogue ouvert sont actuellement en cours.
Au Royaume-Uni, le NHS mène l’essai ODDESSI (2017–2022), un projet randomisé et contrôlé visant à mesurer l’impact du modèle. Les premières publications évaluées par des pairs sont attendues dans le courant des années 2020. Les résultats préliminaires issus de la phase pilote se sont révélés encourageants, tant sur le plan des résultats cliniques que de la satisfaction des patients.
En parallèle, l’Institut italien de recherche en sciences cognitives a lancé en 2019 le projet international HOPEnDialogue. Ce programme vise à rassembler, d’ici la fin de la décennie, des données sur les pratiques de soins dialogiques mises en œuvre à travers le monde et sur leur efficacité. Par ailleurs, le modèle intègre de plus en plus d’éléments de soutien par les pairs ainsi que des approches psychophysiques.
En 2021, l'Organisation mondiale de la santé (OMS) a intégré le modèle de soins en dialogue ouvert dans ses nouvelles directives, qui visent à promouvoir l'orientation vers le rétablissement et à garantir le respect des droits humains dans les soins en santé mentale. Ces directives soulignent que, à l'avenir, la recherche et le développement de modèles tels que le dialogue ouvert devraient être placés au cœur des efforts mondiaux pour faire évoluer les soins en santé mentale.

## Critiques
L'adaptation de Dialogue ouvert dans d'autres systèmes de prise en charge comme ici les États-Unis induirait des coûts difficilement pris en charge par les assurances, mais néanmoins envisageables relativement aux économies de long terme.

## Dans la culture
- En 2014, le réalisateur et ex-psychothérapeute[58] Daniel Mackler crée un documentaire portant sur l'Open Dialogue tel qu'appliqué en Laponie occidentale, en Finlande. Le film est disponible sur la plateforme YouTube en version sous-titrée dans 22 langues, dont le français[59].

## Publications
- Ruth Y Pavlovic, Aleksandar Pavlovic, Stephen Donaldson, Open Dialogue for psychosis or severe mental illness, Cochrane Library, 4 octobre 2016, doi/10.1002/14651858.CD012384
- Jaakko Seikkula, Jukka Aaltonen, Birgittu Alakare, Kauko Haarakangas, Jyrki Keranen, Klaus Lehtinen, Five-year experience of ﬁrst-episode nonaffective psychosis in open-dialogue approach: Treatment principles, follow-up outcomes, and two case studies, Psychotherapy Research, mars 2006, doi/abs/10.1080/10503300500268490
- Jukka Aaltonen, Jaakko Seikkula & Klaus Lehtinen (2011): The Comprehensive Open-Dialogue Approach in Western Lapland: I. The incidence of non-affective psychosis and prodromal states, Psychosis, 3:3, 179-191, doi/abs/10.1080/17522439.2011.601750
- Tomi Bergström, Jaakko SeikkulaJ, Birgitta Alakare et al. (2018): The family-oriented Open Dialogue approach in the treatment of first-episode psychosis: nineteen–year outcomes, Psychiatry Research 270, DOI: 10.1016/j.psychres.2018.09.039